# Oberbolheim

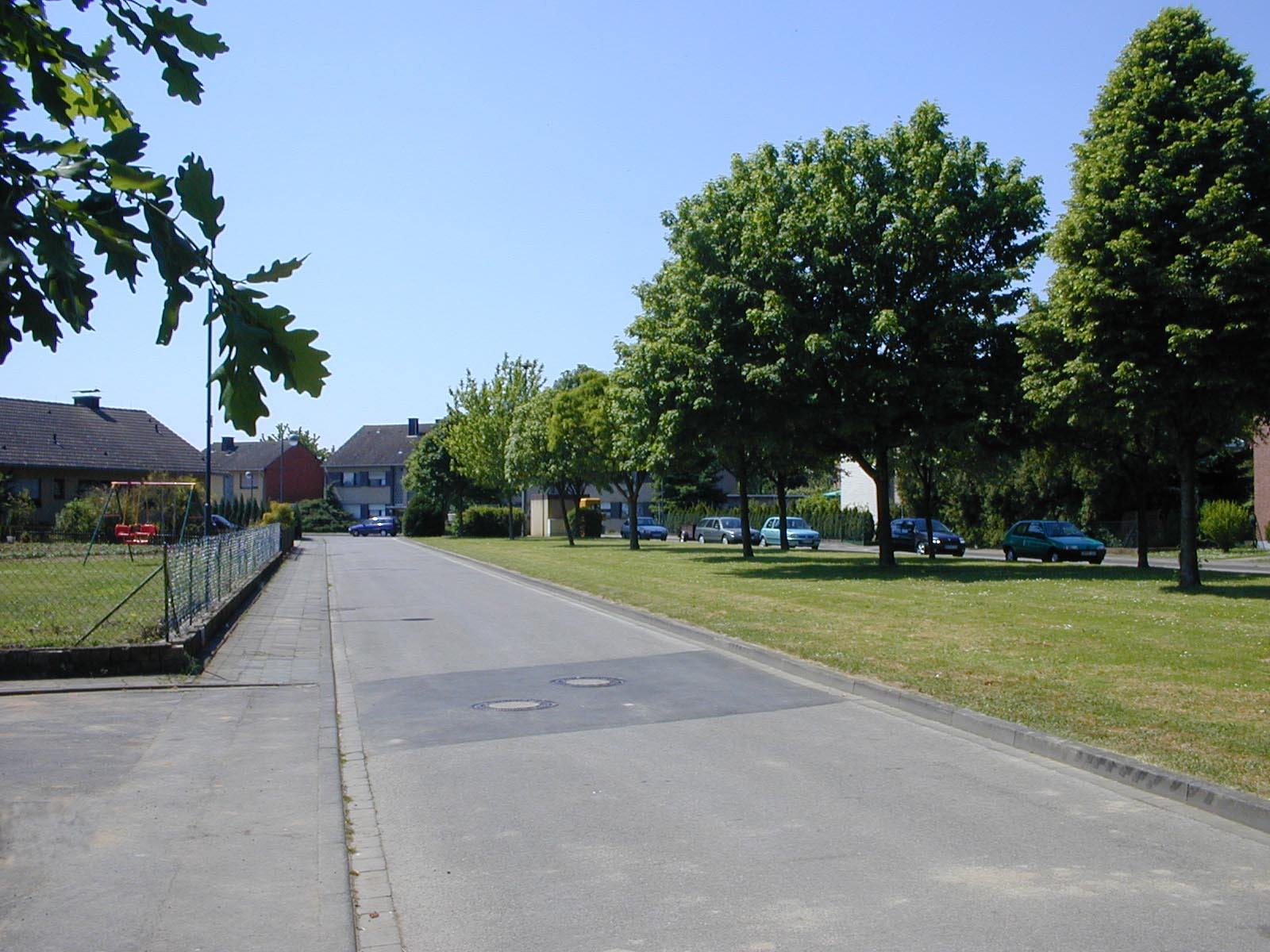
Das neue Oberbolheim

Oberbolheim ist ein Dorf in der Gemeinde Nörvenich im Kreis Düren, Regierungsbezirk Köln, NRW.

## Geschichte

### Der Ort und der Fliegerhorst
Oberbolheim ist ein sehr junger, reiner Wohnort. Das in Jahrhunderten entstandene und gewachsene alte Oberbolheim wurde in den Jahren 1968/1969 von seinem alten Standort (50° 49′ N, 6° 38′ O) nordwestlich der St. Antonius-Kapelle umgesiedelt. Durch die unmittelbare Nähe zur Start- und Landebahn des Nörvenicher Fliegerhorstes war der Fluglärm unerträglich geworden, und es drohten Gefahren durch eventuell abstürzende Düsenflugzeuge. Am 25. Januar 1962 stürzte ein Starfighter nach Triebwerksschaden in eine landwirtschaftliche Anlage am Rand des Dorfes. Daraufhin wurde die Umsiedlung vom Bund unterstützt.
Alt-Oberbolheim lag an der Bahnstrecke Benzelrath–Nörvenich und der Bundesstraße 477.

### Der umgesiedelte Ort
Das neue Oberbolheim wurde rund zwei Kilometer südöstlich direkt am Nörvenicher Wald auf freiem Feld neu errichtet. Unverzüglich nach dem Auszug der Bewohner wurden ihre Häuser abgebrochen, das Dorf verschwand von der Landkarte. Vom alten Oberbolheim zeugt nur noch die Antonius-Kapelle. Oberbolheim ist damit der einzige Ort in Nordrhein-Westfalen, der wegen Fluglärms umgesiedelt wurde.

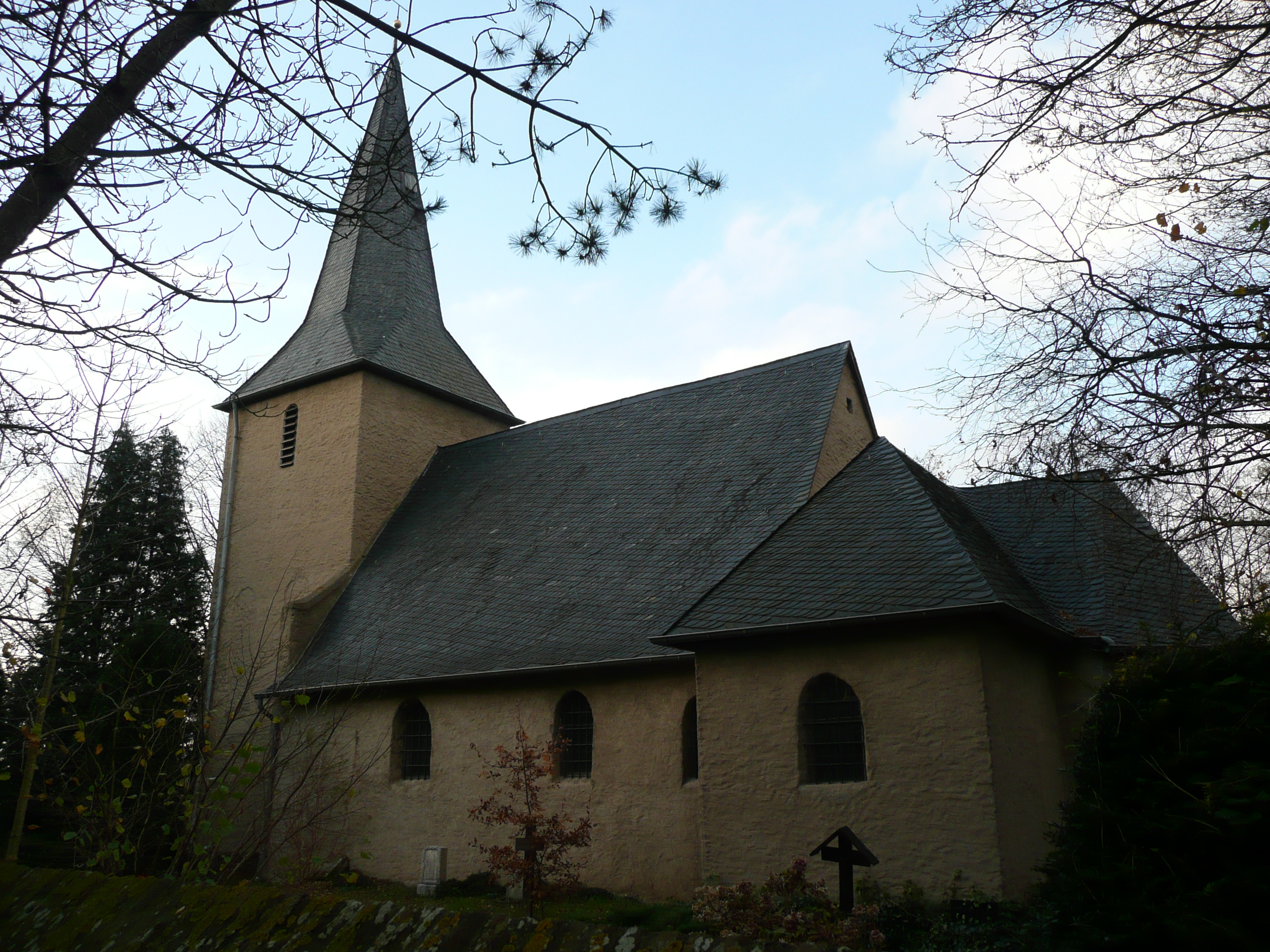
Die Antoniuskapelle neben der Fliegerhorstzufahrt

### Namensgebung
Der Dürener Ortsnamenforscher Wilhelm Kaspers leitet den Namensteil „bol“ vom Althochdeutschen „bolla“ über „bol“ = „runder Hügel“ ab. Da Oberbolheim nicht auf einem Hügel lag, ist der Erklärungsansatz des Bonner Sprachforschers Heinrich Dittmaier sinnfälliger, der diese Silbe auf den Personennamen „Bolla“ zurückführt. 
Die auf „-heim“ endenden linksrheinischen Ortsnamen reichen, so Dittmaier, mit ihren Anfängen in die ersten nachrömischen Jahrhunderte zurück. Diese Ortsnamenendung deutet darauf hin, dass der Ort nach der fränkischen Landnahme im 5. Jahrhundert entstanden ist. Siehe dazu auch Bolheim.

### Eingemeindung
Am 1. Januar 1969 wurde Oberbolheim nach Nörvenich eingemeindet.

### Einwohnerentwicklung
| Bevölkerungsentwicklung |               |  |      |               |  |      |               |
| Jahr                    | Einwohnerzahl |  | Jahr | Einwohnerzahl |  | Jahr | Einwohnerzahl |
| 1885                    | 247           |  | 1905 | 198           |  | 1925 | 218           |
| 1945                    | 194           |  | 1955 | 216           |  | 1965 | 236           |
| 1975                    | 187           |  | 1985 | 245           |  | 1995 | 214           |
| 2005                    | 194           |  | 2010 | 184           |  | 2015 | 171           |

## Verkehr
Im ÖPNV verbindet die AVV-Buslinie 212 des Rurtalbus den Ort mit Nörvenich und Lechenich. Bis zum 31. Dezember 2019 wurde diese Linie von der Dürener Kreisbahn bedient.
| Linie | Verlauf |
| ----- | --- |
| 212   | Nörvenich Alter Bf – Nörvenich Schlosspark – Oberbolheim – Rath – Wissersheim – Pingsheim – Herrig – Lechenich |